# Prettig Bloot

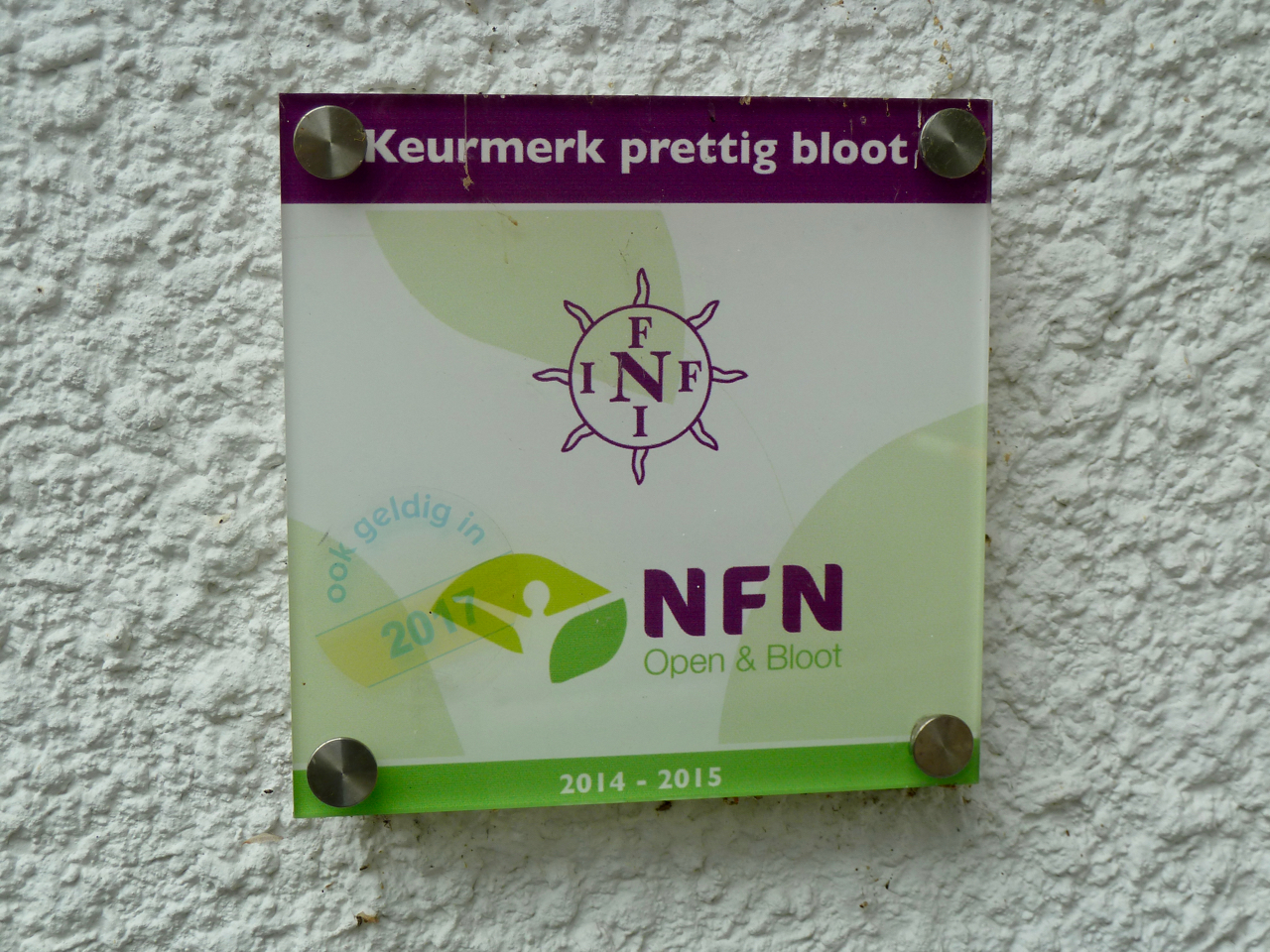
Muurschildje "Keurmerk prettig bloot" met verwijzing naar het INF-FNI en NFN Open & Bloot.

Prettig Bloot is een keurmerk van de Naturisten Federatie Nederland (NFN). Het geeft een indicatie aan Nederlandse terreinen en organisaties met kernwaarden als veiligheid, vrijheid, respect, openheid en gastvrijheid. Hoewel de NFN deze kernwaarden altijd al hebben gehanteerd, zijn deze per 16 april 2011 met een NFN-Veiligheidsprotocol geformaliseerd.

## Doel
Met dit protocol wil het NFN veiligheid binnen het naturisme zoveel mogelijk garanderen. Men wil dat iedereen met respect voor elkaar plezierig en gewoon bloot kan recreëren.
De gedragscode is er om gewenst gedrag te bevorderen en ongewenst gedrag voorkomen.
- Onder gewenst gedrag verstaat de federatie respect voor anderen. Zowel psychisch als fysiek.
- Onder ongewenst verstaat men gedrag dat als ongepast, hinderlijk, kwetsend of bedreigend wordt ervaren. Dit soort gedrag behoort dan meteen gemeld te worden aan de organisatie of vereniging die zich verantwoordelijk stelt voor de betreffende regio.

## Keurmerk
Het keurmerk kan verkregen worden door organisaties die zich met naaktrecreatie bezighouden en de gedragscode “Prettig Bloot” ondertekenen. Na goedkeuring door de NFN kan het daarvoor gecreëerde logo worden gevoerd.